# Pronéthalol
Le pronéthalol était un des premiers candidats de la famille des bêta-bloquants, synthétisé en 1960[réf. souhaitée]. Il n'a cependant jamais été utilisé en médecine humaine dû à sa toxicité cardiaque sur les modèles murins, qui est dû à la formation d'époxide de naphtalène lors de la métabolisation du pronéthalol.

## Voir également
- Bêta-bloquant